# Das Küstenrevier
Das Küstenrevier ist eine deutsche Krimi-Vorabendserie, die vom 11. Januar 2024 bis 6. Mai 2024, montags bis freitags um 19:00 Uhr bei Sat.1 ausgestrahlt wurde und auf Joyn zum Abruf bereitsteht. In den Hauptrollen sind u. a. Till Demtrøder, Vanessa Eckart und Manuel Santos Gelke zu sehen. Die Serie beendete ihre Ausstrahlung nach einer Staffel und 80 Episoden.

## Handlung
Die Serie handelt von Harry Stein (Till Demtrøder), der in dem Ostsee-Städtchen Küstritz mit Leib und Seele Polizist ist. Er erhält unerwartete Verstärkung von seiner Tochter Hanna (Vanessa Eckart), die mittlerweile selbst eine erfahrene Kommissarin geworden ist und zusammen mit ihrem Sohn Benni ein gefährliches Geheimnis ins Küstenstädtchen mitbringt.
Die intrigante Bürgermeisterin Natalie setzt derweil Pensionsbetreiberin Nele unter Druck, weil Harry ihre Annäherungsversuche ignoriert und stattdessen Interesse an zweiterer zeigt. Natalie ist entschlossen, alles zu tun, um Harry für sich zu gewinnen.
Bei einem Gespräch mit ihrem Vater gesteht Hanna, dass Benni in Rostock in die Fänge einer kriminellen Jugendgang geraten ist und ihm nun einer eine Straftat anhängen will. Hanna hat deshalb auch Beweise unterschlagen und versucht nun mit Harry alles, um Bennis Unschuld zu beweisen. Daneben müssen sie sich mit verschiedenen Verbrechen in Küstritz auseinandersetzen.
Bei ihrer Recherche entdeckt Hanna eine Spur, die nach Küstritz führt, allerdings wird Benni wütend auf sie, als er erfährt, dass die Tatwaffe weiterhin existiert. Währenddessen kommen sich Harry und Nele immer näher, bis dieser von den Erinnerungen an seine verstorbene Frau heimgesucht wird.
Als dann auch noch Hannas Exfreund Alex plötzlich in Küstritz auftaucht, ahnt sie nicht, welche Machenschaften er verfolgt. Er und Hanna kommen sich wieder näher, aber Benni bleibt zu Recht skeptisch wegen seines plötzlichen Auftauchens. Gleichzeitig will Alex will unbedingt ins Großbauprojekt Natalies einsteigen und sorgt dafür, dass der ursprüngliche Investor kurz vor Vertragsabschluss ausfällt.
Zeitgleich entdeckt Hanna eine wichtige Spur, die sie in ihren Ermittlungen weiter bringt. Schon bald muss sie allerdings feststellen, wie gefährlich Alex wirklich ist.
Natalie versucht wiederum einen Keil zwischen Harry und Nele zu treiben, der zunächst erfolgreich zu sein scheint. Doch ihre Intrige fliegt auf, mit den Konsequenzen das Harry nun nichts mehr mit ihr zu tun haben möchte.
Alex bekommt von seinem Auftraggeber den Befehl, Hanna zu töten, um ihre Ermittlungen zu beenden. Dieser erpresst und bedroht wiederum Benni sowie Natalie ihn nicht zu hintergehen, als auch die Tatwaffe auszuhändigen, da er sonst Jasmin etwas tun wird. Hanna begreift langsam, wer und vor allem wie skrupellos Alex wirklich ist, versucht aber den Schein ihm gegenüber zu wahren. Mit Hilfe des gesamten Reviers und ihrer Freunde will sie ihn überführen. Als sie Hinweise auf ein Drogenlabor in Küstritz finden, scheint es so, dass Alex endlich überführt werden kann. Doch dieser gibt sich nicht so leicht geschlagen. Als Alex die Flucht aus dem Gefängnis gelingt und Benni als Geisel nimmt ist Hanna die einzige die ihn noch aufhalten kann. Mit vereinten Kräften schaffen es Harry und die anderen Benni zu retten. Alex springt bei einem letzten Kampf mit Hanna von einer Klippe. Zur Erleichterung aller scheint nach den Traumatischen Ereignissen nun wieder Ruhe einzukehren. Aber Hanna merkt, dass sie nach diesem Ereignissen eine Auszeit vom Revier und Küstritz braucht.

## Besetzung
| Schauspieler         | Rolle           | Episoden | Staffel | Zeitraum | Bemerkungen                                                              |
| -------------------- | --------------- | -------- | ------- | -------- | ------------------------------------------------------------------------ |
| Till Demtrøder       | Harry Stein     | 1–80     | 1       | 2024     | Kriminalhauptkommissar in Küstritz; Vater von Hanna (Protagonist)        |
| Vanessa Eckart       | Hanna Stein     | 1–80     | 1       | 2024     | Kriminalkommissarin; Tochter von Harry; Mutter von Benni (Protagonistin) |
| Manuel Santos Gelke  | Benni Stein     | 1–80     | 1       | 2024     | Sohn von Hanna                                                           |
| Nicola Ransom        | Natalie Bellen  | 1–80     | 1       | 2024     | Bürgermeisterin von Küstritz (Antagonistin)                              |
| Bianca Karsten       | Nele Albertsen  | 1–80     | 1       | 2024     | Pensionsbetreiberin des Boardway                                         |
| Nils Schulz          | Ole Zielinsky   | 1–80     | 1       | 2024     | Polizeihauptmeister; Freund von Harry                                    |
| Tia Hyun             | Tia Kramer      | 1-80     | 1       | 2024     | Polizeimeisterin                                                         |
| Anja Stange          | Gitta Bruhns    | 1-80     | 1       | 2024     | Sekretärin bei der Polizei Küstritz                                      |
| Joana Rueffer        | Petra Thomsen   | 1-80     | 1       | 2024     | Polizeidirektorin                                                        |
| Arina Prokofyeva     | Jasmin Bellen   | 2–80     | 1       | 2024     | Tochter von Natalie                                                      |
| Anna Amalie Blomeyer | Chrissy Bruhns  | 3–80     | 1       | 2024     | Freundin von Hanna; Arbeitet in der Ankerklause                          |
| Noureddine Chamari   | Yassin Saleh    | 4-80     | 1       | 2024     | Polizeimeister                                                           |
| Onno Buss            | Lukas Brodersen | 4-80     | 1       | 2024     | Sekretär von Nathalie Bellen                                             |
| Hanno Jusek          | Felix Frisk     | 4-80     | 1       | 2024     | Arbeitet in der Ankerklause, guter Freund von Alex Jacobsen              |
| Daniel Noah          | Alex Jacobsen † | 8–60     | 1       | 2024     | Exfreund von Hanna (Antagonist) (Springt von einer Klippe)               |
| ?                    | Michael Bellen  | ?-77     | 1       | 2024     | Exfreund von Natalie, Vater von Jasmin                                   |
| Christian Natter     | Leo Westermann  | 61-78    | 1       | 2024     | Exfreund von Hanna, Vater von Benni                                      |
| Frederik Funke       | Jost Frisk      | 63-80    | 1       | 2024     | Bruder von Felix                                                         |
| Diana Ebert          | Lena Hertwig    | 65-80    | 1       | 2024     | Kriminalkommissarin                                                      |

## Staffeln und Ausstrahlung
| Staffel | Episodenanzahl | Erstausstrahlung | Erstausstrahlung |
| Staffel | Episodenanzahl | Staffelpremiere  | Staffelfinale    |
| ------- | -------------- | ---------------- | ---------------- |
| 1       | 80             | 11. Januar 2024  | 6. Mai 2024      |

Ausstrahlung
| Sender     | Datum           | Land        |
| ---------- | --------------- | ----------- |
| Sat.1/Joyn | 11. Januar 2024 | Deutschland |

## Hintergrund
Im Juni 2023 kündigte Sat.1 die Produktion einer 60-teiligen werktäglichen Krimiserie für das Vorabendprogramm an, die unter dem Arbeitstitel Das Küstenkommissariat durch Pyjama Pictures entstehen und ab 2024 gezeigt werden soll. Die Dreharbeiten der ersten Staffel erfolgten zwischen September 2023 und Februar 2024 auf der Insel Rügen und in Berlin. Während der Dreharbeiten erhielt die Serie ihren Veröffentlichungstitel Das Küstenrevier und die Episodenanzahl wurde von 60 auf 80 Folgen erweitert.
Das Küstenrevier ist Teil eines groß angelegten Umbaus des Sat.1-Vorabendprogramms sowie einer Neuausrichtung von Joyn. Weitere Serien, die im Wechsel im Vorabendprogramm bei Sat.1 gezeigt werden sollen, sind u. a. Die Landarztpraxis, Die Spreewaldklinik, Für alle Fälle Familie.
Die Erstausstrahlung erfolgte Montags bis Freitags um jeweils 19:00 Uhr. Wiederholungen der Serie erfolgten zunächst jeden Sonntag, in denen alle Folgen der Woche ausgestrahlt wurden. Später erfolgten die Ausstrahlungen Samstags. Aufgrund zu geringer Zuschauerzahlen wurden die Wiederholungen allerdings kurz darauf ganz entfernt.
Drehorte der Serie sind u. a. der Schüßlerplatz in Berlin-Köpenick, die Kurverwaltung von Sellin, der Müggelsee in Berlin, der Strand von Baabe sowie weitere Motive auf der Insel Rügen und In Berlin. All diese Drehorte bilden zusammen den fiktiven Handlungsort der Serie Küstritz (u. a. Marktplatz, Surfschule, Kommissariat)
Die TV- und Streaming-Premiere erfolgte am 11. Januar 2024 auf Sat.1 und Joyn.
Wegen zu geringer Einschaltquoten wurde am 12. April 2024 bekannt gegeben das die Serie keine Verlängerung erhält und nach einer Staffel und 80 Episoden ihre Ausstrahlung beenden wird.